# Бумажная просека
Бума́жная про́сека — просека в Восточном административном округе города Москвы на территории района Метрогородок. Проходит от пересечения Лосиноостровской и Пермской улиц до улицы Ротерта. Пролегает в национальном парке «Лосиный Остров».

## Происхождение названия
Названа в 1990 году. В начале XIX века была известна как «Бумажный просек», поскольку по этому просеку везли лес на бумажные фабрики, одна из которых была на р. Яуза, ниже Ростокина, другая — на реке Сосенка около деревни Черницыно.

## Здания и сооружения
Номерной привязки зданий и сооружений к просеке нет.

## Дорожное покрытие
На всём протяжении просеки асфальтовое покрытие. Новый асфальт был положен в 2012—2013 годах.

Бумажная просека осенью

## Транспорт
От больницы МПС № 2 автомобильное движение по просеке закрыто для всех, кроме сотрудников парка: установлен шлагбаум.
- Начало:
- Станция метро «Бульвар Рокоссовского», далее автобусы 75, 822 до остановки «Гуманитарно-экономический университет», автобус 327 до остановки «Социальный университет».
- Станция метро «Щёлковская», далее автобус 627 до остановки «Социальный университет».
- Конец:
- Станция метро «ВДНХ», далее автобусы 136, 172, 903, 903к, т76; станция метро «Ботанический сад», далее автобус 789 до остановки «Улица Егора Абакумова», затем 5 минут пешком. Непосредственно у выхода с просеки на улицу Ротерта останавливается автобус 544 (остановка «Улица Ротерта, 12» ).
- Станция метро «Медведково», далее автобус с15 до остановки «Улица Проходчиков».

### Карты
- Карты Яндекс — Бумажная просека
- Google Maps — Бумажная просека
- WikiMapia — Бумажная просека
- OpenStreetMap — Бумажная просека
- Бумажная просека: учреждения и организации